# Europsko prvenstvo u vaterpolu – Split 2022.
Europsko prvenstvo u vaterpolu 2022. bilo je 35. izdanje ovog natjecanja koje je održano u Spaladium Arena u Splitu, od 29. kolovoza do 10. rujna 2022. godine.
Branitelj naslova bila je Španjolska. Nije uspjela obraniti naslov, jer je ispala u polufinalu turnira protiv Mađarske. Prvak je Hrvatska koja je u finalu svladala Mađarsku rezultatom 10:9, a brončana medalja pripala je Španjolskoj koja je u utakmici za treće mjesto svladala Italiju rezultatom 7:6. 
Sve utakmice igrane su u Spaladium Areni. Maskota prvenstva bio je Roko - dalmatinski "galeb". Studenti splitske Umjetničke akademije izradili su pehare za Europsko prvenstvo u vaterpolu.

## Sastav Hrvatske
| Ime i prezime        | Klub                    |
| -------------------- | ----------------------- |
| Marko Bijač          | Olympiakos              |
| Toni Popadić         | Jug Adriatic osiguranje |
| Josip Vrlić          | Jadran                  |
| Ivan Krapić          | Jadran                  |
| Rino Burić           | Jadran                  |
| Andrija Bašić        | Jug Adriatic osiguranje |
| Matias Biljaka       | Jadran                  |
| Marko Žuvela         | Jug Adriatic osiguranje |
| Konstantin Harkov    | Jadran                  |
| Filip Kržić          | Jug Adriatic osiguranje |
| Franko Lazić         | Jug Adriatic osiguranje |
| Ivan Domagoj Zović   | Jadran                  |
| Luka Bukić           | Jadran                  |
| Loren Fatović        | Jadran                  |
| Jerko Marinić Kragić | Jadran                  |
| Ivica Tucak          |                         |

## Vanjske poveznice
- Službena internetska stranica Europskoga prvenstva u vaterpolu – Split 2022.  Arhivirana inačica izvorne stranice od 23. prosinca 2023. (Wayback Machine)